# Brian Wilson
 Der er for få eller ingen kildehenvisninger i denne artikel, hvilket er et problem. Du kan hjælpe ved at angive troværdige kilder til de påstande, som fremføres i artiklen.

Brian Wilson (født 20. juni 1942, død 11. juni 2025) var en amerikansk sanger og komponist. Han var drivkraften i The Beach Boys, der i starten og midten af 1960'erne havde stor succes med deres lette popmusik præget af fine vokalharmonier. Han var også den eksperimenterende bagmand bag gruppens kunstneriske mesterværk, albummet Pet Sounds, der udkom i 1966 og ifølge Paul McCartney var en ikke uvæsentlig inspiration til Beatles-albummet Sgt. Pepper's Lonely Hearts Club Band.[kilde mangler]
I årene efter eksperimenterede Brian Wilson videre med musikken, men blev også i en lang periode ramt af psykiske problemer samt konsekvenser af narkotikamisbrug, og han blev fra slutningen af 1960'erne og til langt op i 1980'erne mindre og mindre aktiv i Beach Boys. En behandling fik ham imidlertid på benene igen, og i slutningen af 1980'erne gik Brian Wilson i gang med en solokarriere.
I 2004 udsendte han albummet Smile, der var et legendarisk (men indtil da uudsendt) album, han var startet på i slutningen af 1960'erne i Beach Boys-tiden, hvor projektet måtte lægges væk på grund af Wilsons tiltagende psykiske problemer. Med blandt andet dette album, og flere andre soloalbums samt Beach Boys repertoiret, genoptog Brian Wilson koncertlivet med flere succesrige optrædener, herunder ved Live 8-koncerten i 2005 samt på Roskildefestivalen samme år.